# Franc Peharc
Franc Peharc, slovenski lekarnar in politik, * 13. december 1893, Gradec, †?
Od aprila do septembra 1941 je opravljal funkcijo trboveljskega župana.

## Življenje
V Trbovlje se je preselil leta 1913, ko je dobil dovoljenje za ureditev lekarne.
Ko je aprila 1941 postal župan so mu za svetovalca določili Josefa Webra. Po koncu svojega kratkega mandata je še naprej opravljal različne vodilne naloge; bil je eden izmed županovih namestnikov, vodja krajevne skupnosti Heimatbund Trbovlje - zahod in vodja lovske skupnosti. K hitri odstavitvi z županskega mesta naj bi pripomogla anonimna ovadba iz vrst trboveljskih sokolov, v kateri sporočajo, da je pred vojno daroval precejšen znesek za postavitev spomenika kralju Aleksandru.